# Бурановка (Романовський район)
Бура́новка (рос. Бурановка) — селище у складі Романовського району Алтайського краю, Росія. Входить до складу Мормишанської сільської ради.

## Населення
Населення — 264 особи (2010; 358 у 2002).
Національний склад (станом на 2002 рік):
- росіяни — 97 %